# Heini-Klopfer-Skiflugschanze
Heini-Klopfer-Skiflugschanze – mamucia skocznia narciarska o punkcie konstrukcyjnym K200 i rozmiarze HS 235, zlokalizowana w niemieckim Oberstdorfie w dolinie Stillachtal. Pod względem rozmiaru (HS) – ex aequo z Kulm - trzecia na świecie.
Jako pierwszy mamuci obiekt na świecie posiadała sztuczne oświetlenie, a premierowy wieczorny konkurs lotów narciarskich w ramach Pucharu Świata zorganizowano na niej w sezonie 2003/2004. Po przebudowie z 2016 r. punkt konstrukcyjny obiektu wynosi 200 metrów, natomiast od 2018 r. jego rozmiar to 235 metrów. Stało się to wskutek nowych przepisów Międzynarodowej Federacji Narciarskiej. Wcześniej rozmiar skoczni wynosił 225 metrów.
Oprócz zawodów Pucharu Świata organizowane są na niej mistrzostwa świata w lotach narciarskich (1973, 1981, 1988, 1998, 2008 i 2018).

## Historia
Powstała z inicjatywy trójki miejscowych skoczków: Heiniego Klopfera, Josefa Weilera i Toniego Brutschera, którzy marzyli o wybudowaniu w Niemczech obiektu większego od Bloudkovej velikanki w Planicy. Pierwotnie rozważano rozbudowę istniejącej Schattenbergschanze, jednak w 1949 r. podjęto decyzję o stworzeniu od podstaw skoczni w nowej lokalizacji. Budowę drewnianej konstrukcji, opartej na projekcie architekta i skoczka Heiniego Klopfera, ukończono w zaledwie pięć miesięcy − pomiędzy lipcem 1949 r. a 10 grudnia 1949. Pierwsze testowe skoki oddano na niej 2 lutego 1950, a wykonali je trzej pomysłodawcy obiektu (inauguracyjny lot na 90 m odbył Heini Klopfer, zaś najdłuższy − Sepp Weiler na 115 m). Oficjalnie skocznię otwarto tygodniem lotów narciarskich, trwającym od 28 lutego do 5 marca 1950, wzorowanym na zawodach z Planicy, który według różnych źródeł przyciągnął od 60 000 do 170 000 widzów. Początkowo posiadała ona drewniany rozbieg z metalowymi elementami. W 1973 r. wzniesiono - użytkowaną do dziś - betonową wieżę najazdową wysokości 72 metrów. Skocznia przez następne kilkanaście lat była powiększana, głównie przez pogłębianie zeskoku w jego dolnej części. W 1986 r. przebudowano pawilon techniczny. Szereg rozbudów obiekt przeszedł w latach 1997−2000. W 2001 r., gdy niemożliwym stało się podkopanie zeskoku, zdecydowano o podwyższeniu progu. Na potrzeby Mistrzostw Świata 2008 poprawiono infrastrukturę skoczni i wokół niej. W związku z utratą homologacji po zawodach FIS Team Tour 2013 i organizacją Mistrzostw Świata 2018 postanowiono zmodernizować obiekt. Przebudowa rozpoczęła się w kwietniu 2016 r., na podstawie projektu Hansa-Martina Renna, a jej koszt wyniósł 11,6 miliona euro. Obejmowała ona m.in. cofnięcie progu o 7 metrów i podwyższenie go o 5 metrów (przy jednoczesnym pozostawieniu wieży najazdowej w aktualnej formie), zmianę profilu zeskoku, budowę nowej wieży sędziowskiej, montaż torów lodowych oraz budowę nowego wyciągu dla skoczków. Modernizacja zakończyła się w styczniu 2017 r., a pierwszy skok po przebudowie oddał Karl Geiger, który skoczył na odległość 184 metrów.
Na tej skoczni mistrzami świata w lotach zostawali Hans-Georg Aschenbach (1973), Jari Puikkonen (1981), Ole Gunnar Fidjestøl (1988), Kazuyoshi Funaki (1998), Gregor Schlierenzauer (2008) i Daniel-André Tande (2018).

## Parametry techniczne
- Punkt konstrukcyjny: 200 m
- Wielkość skoczni (HS): 235 m
- Długość rozbiegu: 118 m
- Nachylenie rozbiegu: 38,7°
- Wysokość progu: 3,40 m
- Nachylenie progu: 11,2°
- Nachylenie zeskoku: 36.9°/33.9°/31.4°
- Prędkość najazdowa: 105 km/h
- Stopnie startowe: 48, po 50 cm

## Lista zwycięzców konkursów PŚ i MŚwLN
| Data                     | Skocznia | Zawody   | 1. miejsce                                                                         | 2. miejsce                                                                      | 3. miejsce                                                                      |
| ------------------------ | -------- | -------- | ---------------------------------------------------------------------------------- | ------------------------------------------------------------------------------- | ------------------------------------------------------------------------------- |
| 10 marca 1973            | K175     | MŚwLN-I  | Hans-Georg Aschenbach                                                              | Walter Steiner                                                                  | Karel Kodejška                                                                  |
| 28 lutego – 1 marca 1981 | K175     | MŚwLN-I  | Jari Puikkonen                                                                     | Armin Kogler                                                                    | Tom Levorstad                                                                   |
| 17 marca 1984            | K182     | PŚ       | Matti Nykänen                                                                      | Pavel Ploc                                                                      | Jens Weißflog                                                                   |
| 18 marca 1984            | K182     | PŚ       | Matti Nykänen                                                                      | Jens Weißflog                                                                   | Pavel Ploc                                                                      |
| 13 marca 1988            | K182     | MŚwLN-I  | Ole Gunnar Fidjestøl                                                               | Primož Ulaga                                                                    | Matti Nykänen                                                                   |
| 25 stycznia 1992         | K182     | PŚ       | Werner Rathmayr                                                                    | Andreas Felder                                                                  | Mikael Martinsson                                                               |
| 26 stycznia 1992         | K182     | PŚ       | Werner Rathmayr                                                                    | Andreas Felder                                                                  | Andreas Goldberger                                                              |
| 25 lutego 1995           | K182     | PŚ       | Andreas Goldberger                                                                 | Roberto Cecon                                                                   | Jens Weißflog                                                                   |
| 26 lutego 1995           | K182     | PŚ       | zawody odwołane z powodu niekorzystnych warunków atmosferycznych                   | zawody odwołane z powodu niekorzystnych warunków atmosferycznych                | zawody odwołane z powodu niekorzystnych warunków atmosferycznych                |
| 24-25 stycznia 1998      | K185     | MŚwLN-I  | Kazuyoshi Funaki                                                                   | Sven Hannawald                                                                  | Dieter Thoma                                                                    |
| 3 marca 2001             | K185     | PŚ       | Risto Jussilainen                                                                  | Veli-Matti Lindström                                                            | Matti Hautamäki                                                                 |
| 4 marca 2001             | K185     | PŚ       | Martin Schmitt                                                                     | Adam Małysz                                                                     | Risto Jussilainen                                                               |
| 7 lutego 2004            | K185     | PŚ       | Roar Ljøkelsøy                                                                     | Janne Ahonen                                                                    | Noriaki Kasai                                                                   |
| 8 lutego 2004            | K185     | PŚ       | zawody odwołane z powodu niekorzystnych warunków atmosferycznych                   | zawody odwołane z powodu niekorzystnych warunków atmosferycznych                | zawody odwołane z powodu niekorzystnych warunków atmosferycznych                |
| 27 stycznia 2007         | HS213    | PŚ       | zawody przeniesione na skocznie Schattenbergschanze HS137 z powodu braku śniegu    | zawody przeniesione na skocznie Schattenbergschanze HS137 z powodu braku śniegu | zawody przeniesione na skocznie Schattenbergschanze HS137 z powodu braku śniegu |
| 28 stycznia 2007         | HS213    | PŚ       | zawody przeniesione na skocznie Schattenbergschanze HS137 z powodu braku śniegu    | zawody przeniesione na skocznie Schattenbergschanze HS137 z powodu braku śniegu | zawody przeniesione na skocznie Schattenbergschanze HS137 z powodu braku śniegu |
| 22-23 lutego 2008        | HS213    | MŚwLN-I  | Gregor Schlierenzauer                                                              | Martin Koch                                                                     | Janne Ahonen                                                                    |
| 24 lutego 2008           | HS213    | MŚwLN-D  | Austria Martin Koch Thomas Morgenstern Andreas Kofler Gregor Schlierenzauer        | Finlandia Janne Happonen Harri Olli Matti Hautamäki Janne Ahonen                | Norwegia Bjørn Einar Romøren Anders Bardal Tom Hilde Anders Jacobsen            |
| 14 lutego 2009           | HS213    | PŚ       | Harri Olli                                                                         | Anders Jacobsen                                                                 | Johan Remen Evensen                                                             |
| 15 lutego 2009           | HS213    | PŚ-D     | Finlandia Kalle Keituri Juha-Matti Ruuskanen Matti Hautamäki Harri Olli            | Rosja Dienis Korniłow Pawieł Karielin Ilja Roslakow Dmitrij Wasiljew            | Austria Wolfgang Loitzl Markus Eggenhofer Andreas Kofler Martin Koch            |
| 30 stycznia 2010         | HS213    | PŚ-D     | Austria Wolfgang Loitzl Andreas Kofler Gregor Schlierenzauer Martin Koch           | Norwegia Johan Remen Evensen Tom Hilde Anders Jacobsen Bjørn Einar Romøren      | Finlandia Matti Hautamäki Kalle Keituri Harri Olli Janne Ahonen                 |
| 31 stycznia 2010         | HS213    | PŚ       | Anders Jacobsen                                                                    | Robert Kranjec                                                                  | Johan Remen Evensen                                                             |
| 5 lutego 2011            | HS213    | PŚ       | Martin Koch                                                                        | Tom Hilde                                                                       | Gregor Schlierenzauer                                                           |
| 6 lutego 2011            | HS213    | PŚ-D     | Austria Thomas Morgenstern Andreas Kofler Gregor Schlierenzauer Martin Koch        | Norwegia Johan Remen Evensen Anders Jacobsen Bjørn Einar Romøren Tom Hilde      | Niemcy Michael Neumayer Richard Freitag Michael Uhrmann Severin Freund          |
| 18 lutego 2012           | HS213    | PŚ       | Martin Koch                                                                        | Daiki Itō                                                                       | Simon Ammann                                                                    |
| 19 lutego 2012           | HS213    | PŚ-D     | Słowenia Jurij Tepeš Jure Šinkovec Peter Prevc Robert Kranjec                      | Austria Thomas Morgenstern Martin Koch Andreas Kofler Gregor Schlierenzauer     | Norwegia Anders Fannemel Rune Velta Tom Hilde Anders Bardal                     |
| 16 lutego 2013           | HS213    | PŚ       | Richard Freitag                                                                    | Andreas Stjernen                                                                | Gregor Schlierenzauer                                                           |
| 17 lutego 2013           | HS213    | PŚ-D     | Norwegia Anders Jacobsen Tom Hilde Anders Bardal Andreas Stjernen                  | Austria Stefan Kraft Wolfgang Loitzl Martin Koch Gregor Schlierenzauer          | Słowenia Jurij Tepeš Robert Kranjec Jaka Hvala Peter Prevc                      |
| 4 lutego 2017            | HS225    | PŚ       | Stefan Kraft                                                                       | Andreas Wellinger                                                               | Kamil Stoch                                                                     |
| 5 lutego 2017            | HS225    | PŚ       | Stefan Kraft                                                                       | Andreas Wellinger                                                               | Jurij Tepeš                                                                     |
| 19-20 stycznia 2018      | HS235    | MŚwLN-I  | Daniel-André Tande                                                                 | Kamil Stoch                                                                     | Richard Freitag                                                                 |
| 21 stycznia 2018         | HS235    | MŚwLN-D  | Norwegia Robert Johansson Andreas Stjernen Johann André Forfang Daniel-André Tande | Słowenia Jernej Damjan Anže Semenič Domen Prevc Peter Prevc                     | Polska Piotr Żyła Stefan Hula Dawid Kubacki Kamil Stoch                         |
| 1 lutego 2019            | HS235    | PŚ       | Timi Zajc                                                                          | Dawid Kubacki                                                                   | Markus Eisenbichler                                                             |
| 2 lutego 2019            | HS235    | PŚ       | Ryōyū Kobayashi                                                                    | Markus Eisenbichler                                                             | Stefan Kraft                                                                    |
| 3 lutego 2019            | HS235    | PŚ       | Kamil Stoch                                                                        | Jewgienij Klimow                                                                | Dawid Kubacki                                                                   |
| 19 marca 2022            | HS235    | PŚ       | Stefan Kraft                                                                       | Žiga Jelar                                                                      | Timi Zajc                                                                       |
| 20 marca 2022            | HS235    | PŚ       | Timi Zajc                                                                          | Piotr Żyła                                                                      | Stefan Kraft                                                                    |
| 23 lutego 2024           | HS235    | PŚ-Duety | Słowenia Timi Zajc Domen Prevc                                                     | Norwegia Kristoffer Eriksen Sundal Johann André Forfang                         | Austria Michael Hayböck Stefan Kraft                                            |
| 24 lutego 2024           | HS235    | PŚ       | Timi Zajc                                                                          | Peter Prevc                                                                     | Stefan Kraft                                                                    |
| 25 lutego 2024           | HS235    | PŚ       | Stefan Kraft                                                                       | Peter Prevc                                                                     | Ryoyu Kobayashi                                                                 |
| 25 stycznia 2025         | HS235    | PŚ       | Timi Zajc                                                                          | Johann André Forfang                                                            | Domen Prevc                                                                     |
| 26 stycznia 2025         | HS235    | PŚ       | Domen Prevc                                                                        | Johann André Forfang                                                            | Michael Hayböck                                                                 |

* MŚwLN – Mistrzostwa Świata w Lotach Narciarskich; PŚ – Puchar Świata; D – Konkurs Drużynowy; I – Konkurs Indywidualny

## Rekordziści skoczni
| Data           | Zawodnik          | Odległość |
| -------------- | ----------------- | --------- |
| 28 lutego 1950 | Willi Gantschnigg | 124,0 m   |
| 2 marca 1950   | Josef Weiler      | 127,0 m   |
| 3 marca 1950   | Dan Netzell       | 135,0 m   |
| 2 marca 1951   | Tauno Luiro       | 139,0 m   |
| 24 lutego 1961 | Jože Šlibar       | 141,0 m   |
| 15 lutego 1964 | Dalibor Motejlek  | 142,0 m   |
| 16 lutego 1964 | Nilo Zandanel     | 144,0 m   |
| 10 lutego 1967 | Lars Grini        | 147,0 m   |
| 10 lutego 1967 | Kjell Sjöberg     | 148,0 m   |
| 11 lutego 1967 | Lars Grini        | 150,0 m   |
| 8 marca 1973   | Walter Schwabl    | 151,0 m   |
| 8 marca 1973   | Rudolf Wanner     | 158,0 m   |
| 8 marca 1973   | Heinz Wosipiwo    | 161,0 m   |
| 8 marca 1973   | Walter Schwabl    | 162,0 m   |
| 9 marca 1973   | Heinz Wosipiwo    | 169,0 m   |
| 4 marca 1976   | Geir-Ove Berg     | 173,0 m   |
| 5 marca 1976   | Toni Innauer      | 174,0 m   |
| 5 marca 1976   | Falko Weißpflog   | 174,0 m   |
| 7 marca 1976   | Toni Innauer      | 176,0 m   |
| 26 lutego 1981 | Armin Kogler      | 180,0 m   |

| Data             | Zawodnik           | Odległość |
| ---------------- | ------------------ | --------- |
| 16 marca 1984    | Matti Nykänen      | 182,0 m   |
| 17 marca 1984    | Matti Nykänen      | 185,0 m   |
| 24 stycznia 1992 | Andreas Felder     | 188,0 m   |
| 23 lutego 1995   | Nicolas Jean-Prost | 193,0 m   |
| 22 stycznia 1998 | Lasse Ottesen      | 193,5 m   |
| 22 stycznia 1998 | Henning Stensrud   | 194,5 m   |
| 22 stycznia 1998 | Dieter Thoma       | 197,0 m   |
| 23 stycznia 1998 | Lasse Ottesen      | 200,0 m   |
| 23 stycznia 1998 | Stefan Horngacher  | 200,5 m   |
| 23 stycznia 1998 | Sven Hannawald     | 201,0 m   |
| 25 stycznia 1998 | Sven Hannawald     | 205,0 m   |
| 25 stycznia 1998 | Dieter Thoma       | 207,0 m   |
| 25 stycznia 1998 | Dieter Thoma       | 203,5 m   |
| 25 stycznia 1998 | Dieter Thoma       | 209,0 m   |
| 1 marca 2001     | Andreas Widhölzl   | 216,0 m   |
| 7 lutego 2004    | Roar Ljøkelsøy     | 223,0 m   |
| 14 lutego 2009   | Harri Olli         | 225,5 m   |
| 4 lutego 2017    | Andreas Wellinger  | 234,5 m   |
| 5 lutego 2017    | Andreas Wellinger  | 238,0 m   |
| 19 stycznia 2018 | Daniel-André Tande | 238,5 m   |
| 20 marca 2022    | Domen Prevc        | 242,5 m   |